# Христофор (Ангелопулос, род. 1974)
Епископ Христофор (Ангелопулос) (греч. Επίσκοπος Χριστοφόρος Αγγελόπουλος; род. 1974, Сервия) — архиерей Сервийской и Козанской митрополии Элладской православной церкви, епископ Амфипольский, викарий Сервийской и Козанской митрополии (с 2023 года).

## Биография
Родился в 1974 году в Сервия. В 2000 году был хиротонисан во диакона, а потом — во пресвитера с возведением в сан архимандрита митрополитом Никейским Алексием (Врионисом). Учился в Высшей духовной школе в Салониках и богословском институте университете Аристотеля в Салониках, которую окончил в 2011 году.
С 2000 по 2013 года служил священником в Никейской митрополии, как настоятель прихода св. Спиридона Эгалийского, а 5 февраля 2014 года был назначен протосинкеллом Сервийской и Козанской митрополии.. В 2015 году получил титул архимандрита Вселенского престола.
8 октября 2021 года был одним из претендентов на кафедру Касторийской митрополии, но Священным синодом иерархии Элладской православной церкви 47 голосами был избран для рукоположения в сан митрополита Касторийского архимандрит Каллиник (Георгатос), а архимандрит Христофор получил 26 голосов и ещё 1 голос был отдан за архимандрита Николая (Янусаса).
9 октября 2023 года Священным синодом иерархии Элладской православной церкви 57 голосами был избран для рукоположения в сан епископа Амфипольского, викария Сервийской и Козанской митрополии.
30 октября 2023 года в кафедральном соборе святых Константина и Елены в Козани состоялась его архиерейская хиротония, которую совершили: митрополит Сервийский и Козанский Павел (Папалексиу), митрополит Ксантийский Пантелеимон (Калафатис), митрополит Никейский Алексий (Врионис), митрополит Мессинийский Хризостом (Савватос), митрополит Маронийский Пантелеимон (Мутафис), митрополит Элассонский Харитон (Тумбас), митрополит Мегарский Константин (Якумакис), митрополит Гревенский Давид (Дзюмакас) и митрополит Килкисийский Варфоломей (Антониу).